# Università di Alicante
L'Università di Alicante (in spagnolo Universidad de Alicante (UA), in valenciano Universitat d'Alacant) è una università spagnola con sede a San Vicente del Raspeig (Alicante). Questa università fu creata nell'ottobre del 1979 sulla struttura del Centro de Estudios Universitarios (CEU) che aveva cominciato a funzionare nel 1968.

## Storia
Precursore dell'Università di Alicante fu l'Università di Orihuela, creata con Bolla Papale nel 1545, e che rimase in attività dal 1610 al 1808. 

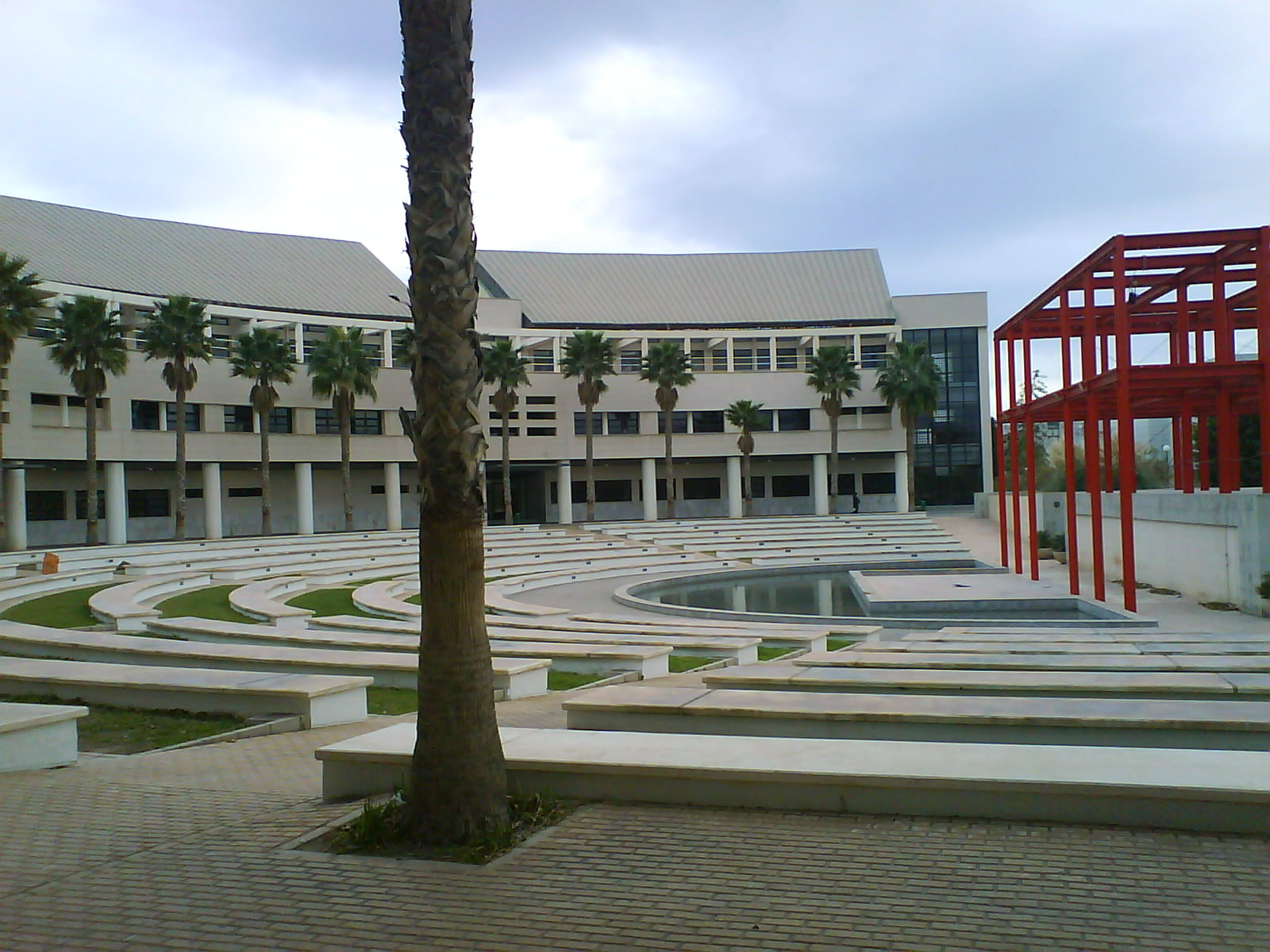
Anfiteatro dell'Aulario II

L'Università di Alicante offre più di cinquanta titoli, oltre settanta dipartimenti universitari e unità e gruppi di ricerca nelle aree delle scienze sociali e giuridiche, sperimentali, tecnologiche, umanistiche, dell'educazione e delle scienze della salute. Ospita anche cinque istituti universitari di ricerca. Il campus ove ha sede, la cui superficie è di circa un milione di metri quadrati, offre una grande quantità di servizi (diverse sedi di mensa, poste, banche, una libreria, la biblioteca centrale ed un grande ed attrezzato centro sportivo con piscina, palestra e campi per diverse discipline).

## Parco scientifico
Dal 2010 l'ateneo è dotato di un parco scientifico che assolve varie funzioni, come accogliere centri per la creazione di imprese e svolgere attività di sperimentazione industriale.